# Андреас Лінгер
Андреас Лінгер (нім. Andreas Linger, 31 травня 1981) — австрійський саночник, дворазовий олімпійський чемпіон. 
Андреас виступає в змаганнях із санного спорту разом із своїм молодшим братом Вольфгангом з 2000 року. Вони спеціалізуються в парних заїздах. Брати вигравали золоті олімпійські медалі та звання олімпійських чемпіонів на Іграх в Турині та Ванкувері. Крім того вони вигравали чемпіонат світу та чемпіонат Європи.